# Ponta Séri Tútun
Das Kap Séri Tútun (tetum Ponta Séri Tútun, portugiesisch Ponta Séri Tútun) ist ein Kap östlich der osttimoresischen Landeshauptstadt Dili. Es befindet sich im Osten des Verwaltungsamts Cristo Rei und bildet die nordöstliche Spitze des Sucos Hera, an der Küste der Straße von Wetar. Südlich des Kaps steigt das Land schnell an und erreicht mit dem Foho Saratotu eine Höhe von 209 m. Östlich liegt die Bucht von Hera, in dem sich der Hauptstützpunkt der Marine des Landes befindet. Westlich liegt der Ponta Fatomano.
Der Ponta Séri Tútun gehört zur Important Bird Area und Wildschutzgebiet Areia Branca.